# Zygmunt Cšadek

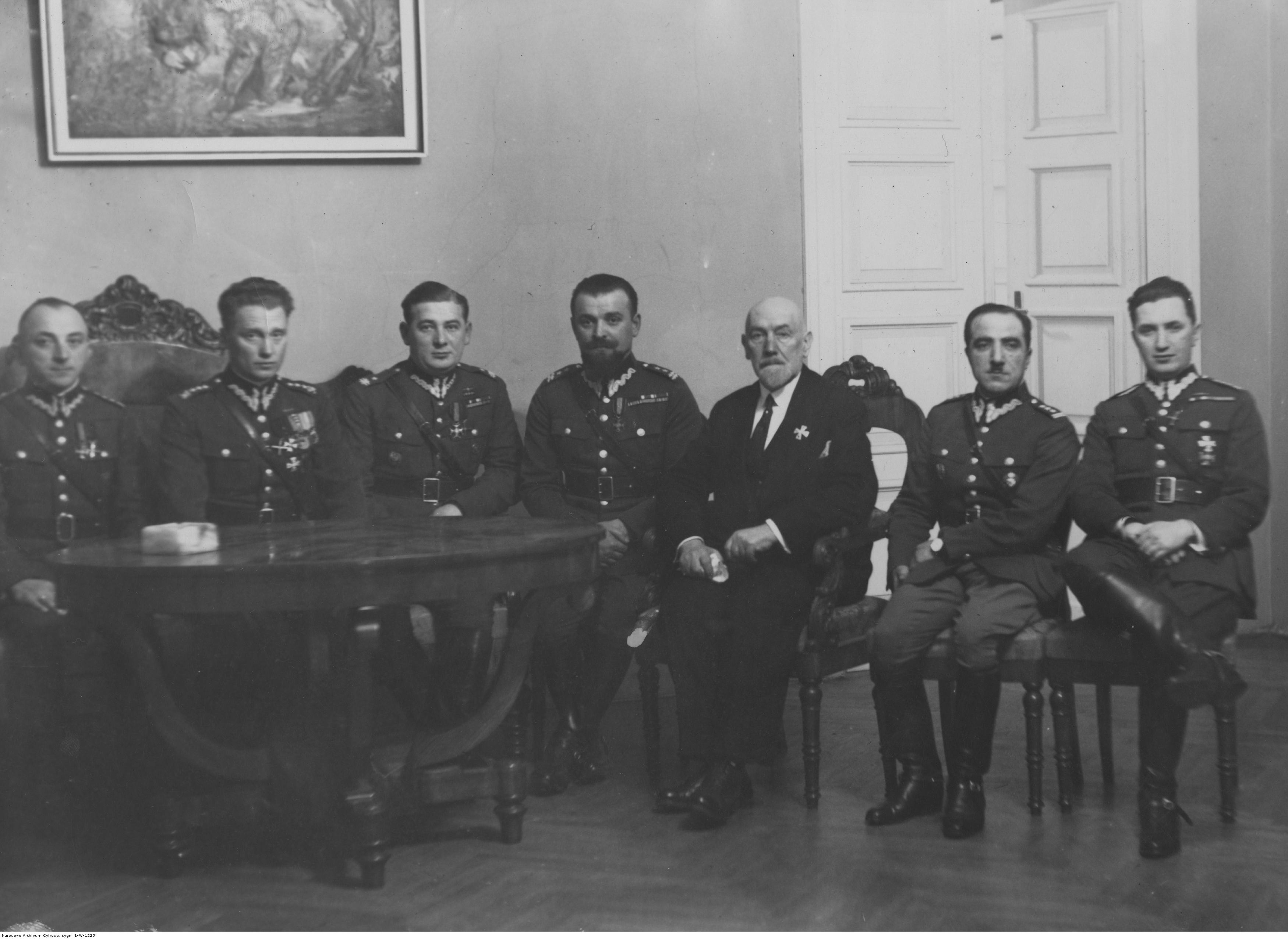
Zygmunt Cšadek (siedzi w środku) podczas odczytu na temat „Dusza wielkiej wojny w powieści” (21 stycznia 1932). Drugi od lewej mjr Stefan Pomarański. Po jego prawej stronie, w cywilym ubraniu, pisarz Cezary Jellenta, płk Israfił-bej

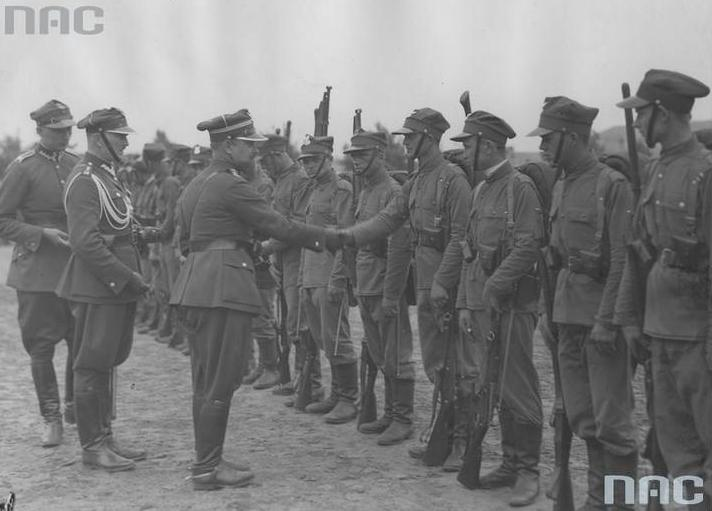
Zygmunt Cšadek dekoruje żołnierzy odznaką pułkową (4 czerwca 1932)

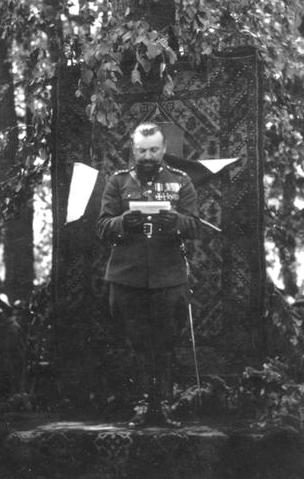
Zygmunt Cšadek (Stara Wieś, 29 maja 1938)

Zygmunt Michał Cšadek ps. „Zygmunt Mariański” (ur. 20 lipca 1895 w Ustrzykach Dolnych, zm. 1 sierpnia 1979 we Wrocławiu) – pułkownik piechoty Wojska Polskiego, uczestnik czterech wojen (1914–1920, 1939–1945), dowódca 36 pułku piechoty Legii Akademickiej (1931–1936) i 2 pułku Strzelców Podhalańskich (1936–1938), kawaler Orderu Virtuti Militari, polityk, poseł na Sejm RP V kadencji (1938–1939), działacz społeczny.

## Życiorys

### Młodość i działalność niepodległościowa do 1918
Zygmunt Csadek urodził się 20 lipca 1895. Jego przodkowie pochodzili z Węgier. Jego rodzicami byli Wiktor i Aleksandra, z domu Zahaczewska. Do szkoły powszechnej uczęszczał w rodzinnych Ustrzykach Dolnych, po czym do gimnazjum (seminarium nauczycielskie) w Samborze, gdzie zdał maturę oraz do szkoły wiertniczej w Borysławiu. W ramach Polowych Drużyn Sokolich ukończył szkołę podoficerską, zaś w latach 1912–1914 w ramach Związku Strzeleckiego ukończył kurs oficerski uzyskując pierwszy stopień oficerski plutonowego.
Po wybuchu I wojny światowej, w sierpniu 1914 wstąpił do Legionu Wschodniego, a po jego rozwiązaniu we wrześniu 1914 do 3 pułku piechoty Legionów, którego organizatorem i pierwszym dowódcą był Michał Rola-Żymierski. W 3 pp Leg. dowodził kolejno drużyną, plutonem i kompanią, awansując 19 listopada 1914 na chorążego i 15 grudnia 1915 na podporucznika. W 1917 wraz z II Brygadą trafia do rejonu Baranowicz, następnie po rozwiązaniu Legionów służył szeregach Polskiego Korpusu Posiłkowego, wraz z którym został przeniesiony na Bukowinę. Tam 15 grudnia 1917 został mianowany do stopnia porucznika. Przez pewien czas służył jako adiutant brygadiera Józefa Hallera. Później walczył w bitwie pod Rarańczą 16 lutego 1918, po czym został dowódcą 9 kompanii III batalionu 3 pułku piechoty. Po połączeniu II Brygady Karpackiej z żołnierzami polskimi z Rosji w II Korpus Polski w Rosji Zygmunt Cšadek był dowódcą kompanii w 16 pułku strzelców polskich. 11 maja 1918, po bitwie pod Kaniowem, trafił do niewoli niemieckiej. W rejonie Białej Cerkwi zbiegł z transportu kolejowego.
Z rozkazu płk. Józefa Hallera, pod pseudonimem „Zygmunt Mariański” rozpoczął działalność w Polskiej Organizacji Wojskowej polegającą na agitacji i werbunku Polaków dezerterujących z armii austriackiej na terenie Ukrainy. 9 października 1918 we Lwowie, u schyłku I wojny światowej, został aresztowany przez kontrwywiad austriacki Ka-Stelle i osadzony w lwowskich Brygidkach pod zarzutem zdrady głównej. 1 listopada 1918 został uwolniony z więzienia przez oddziały polskie podczas rozbrajania miasta.

### Służba w Wojsku Polskim w latach 1918–1939
Następnie uczestniczył w obronie Lwowa jako dowódca kompanii w szeregach 38 pułku Strzelców Lwowskich na odcinku „Persenkówka”. W tym czasie, tuż po odzyskaniu przez Polskę niepodległości został mianowany do stopnia kapitana, w styczniu 1919 został komendantem szkoły podoficerskiej w obozie 6 Armii. W czasie wojny polsko-bolszewickiej 1920 był dowódcą pułku marszowego, liczącego 2100 bagnetów. Następnie sprawował wówczas stanowiska komendanta Grupy Szkolnej 6 Armii dowódcy batalionu z Sambora.
W 1921 został dowódcą I batalionu 5 pułku strzelców podhalańskich w Przemyślu. 3 maja 1922 został zweryfikowany w stopniu majora ze starszeństwem z dniem 1 czerwca 1919 i 286. lokatą w korpusie oficerów piechoty. Został oficerem 26 pułku piechoty we Lwowie, w którym w 1923 był dowódcą I batalionu, a w 1924 pełnił funkcję kwatermistrza. 12 kwietnia 1927 awansował na podpułkownika ze starszeństwem z dniem 1 stycznia 1927 i 15. lokatą w korpusie oficerów piechoty. Pełnił funkcję przewodniczącego Rady Nadzorczej Ogniska Podoficerów Załogi Lwowskiej. W maju 1927 został przeniesiony do 48 pułku piechoty Strzelców Kresowych w Stanisławowie na stanowisko zastępcy dowódcy pułku. W grudniu 1929 został kierownikiem 6 Okręgowego Urzędu Przysposobienia Wojskowego i Wychowania Fizycznego we Lwowie. 28 stycznia 1931 roku został wyznaczony na stanowisko dowódcy 36 pułku piechoty Legii Akademickiej, stacjonującego w garnizonie warszawskim, w koszarach przy ulicy 11 Listopada. W stolicy działał w Polskim Towarzystwie Emigracyjnym, Lidze Morskiej i Kolonialnej, zorganizował i prowadził hufiec harcerski na Pradze. 21 grudnia 1932 awansował na pułkownika ze starszeństwem z dniem 1 stycznia 1933 i 11. lokatą w korpusie oficerów piechoty. Generał Józef Kuropieska, były podkomendny pułkownika Cšadka w swoich wspomnieniach napisał: „mój dawny dowódca z 36 pp LA, któremu nie powiodło się w stołecznym pułku. Jak mi opowiadał, stał się rzekomo ofiarą intrygi uknutej przeciwko niemu przez małżeństwo Lothów. Pułkownik Cšadek człowiek najlepszej woli i dobrych intencji, taktycznie okazywał się zupełnie nieporadny. Mimo wrodzonej rzutkości, nie obdarzony nadmierną wyobraźnią i z natury optymista, dość pogodnie znosił swe taktyczne niepowodzenia ujawnione w czasie ćwiczeń”. Od 13 czerwca 1936 do 1 grudnia 1938 był dowódcą 2 pułku Strzelców Podhalańskich w Sanoku jednostki stacjonującej w koszarach przy ulicy Adama Mickiewicza.

### Działalność społeczna i polityczna
W 1929 został członkiem Wojewódzkiego Komitetu Ligi Obrony Powietrznej i Przeciwgazowej w Stanisławowie, zasiadając w jego zarządzie i pełniąc stanowisko przewodniczącego sekcji gazowej. W 1936 został członkiem wydziału wykonawczego Komitetu Głównego Zjazdu Górskiego zorganizowanego w sierpniu 1936 w Sanoku. Przystąpił do zainicjowanego wówczas Związku Ziem Górskich, od 1937 (po ustąpieniu Józefa Morawskiego) był prezesem oddziału Związku Legionistów Polskich w Sanoku (scalił tę organizację ze Związkiem Czynnych Wojskowych) i Komitetu Porozumiewawczego Polskich Organizacji Społecznych w Sanoku.
Był kandydatem na posła Sejmu RP w wyborach parlamentarnych w Polsce w 1935 z okręgu nr 77 w Sanoku. Działał w Bezpartyjnym Bloku Współpracy z Rządem. Od 1937 należał do Obozu Zjednoczenia Narodowego. W wyborach parlamentarnych 6 listopada 1938 z listy OZN został wybrany posłem na Sejm RP V kadencji (1938–1939) z okręgu wyborczego 77 w Sanoku (powiaty: sanocki, krośnieński, leski i brzozowski), uzyskując 66 938 głosów. W parlamencie był członkiem Komisji Spraw Zagranicznych i Komisji Wojskowej. Ponadto był przewodniczącym koła parlamentarnego wspierającego Związek Ziem Górskich.

### Działalność wojskowa w latach 1939–1944
Po wybuchu II wojny światowej zgłosił się w Dowództwie Okręgu Korpusu Nr X w Przemyślu. Po ewakuacji Sanoka, udał się do Rohatyna został dowódcą piechoty dywizyjnej i miał wypełnić rozkaz formowania jednostek marszowych dla Armii „Karpaty”. W okresie kampanii wrześniowej, w czasie bombardowania kolumny marszowej w rejonie Żurawna na wschód od Stryja, został ciężko ranny w udo prawej nogi, co później skutkowało trwałym inwalidztwem.
Przebywał w szpitalu w Brzeżanach, po czym został przeniesiony do Tarnopola (potwierdziła to relacja lekarza 2 pspodh., kpt. dr. Karola Bachmana), gdzie był leczony do końca października 1939 w Szpitalu Wojennym nr 504. Następnie trafił do Lwowa, gdzie wskutek nieprawidłowego złożenia nogi, przebywał w tamtejszym szpitalu i był kilkakrotnie operowany, między innymi przez profesora Adama Grucę (pomocy pułkownikowi udzielił wówczas żołnierz sanockiej jednostki Mieczysław Granatowski, który bezskutecznie został zaangażowany na początku 1940 do przetransportowania dowódcy do Tyrawy). Przez dwa lata miał nogę w gipsie, która ostatecznie została skrócona o 6 cm. Opuścił szpital w marcu 1941 i podjął pracę stróża w Przedsiębiorstwie Poszukiwań Naftowych w Synowódzku Wyżnym, a następnie w tartaku. W okresie trwającej okupacji niemieckiej działał w Armii Krajowej, pomimo swojego kalectwa wspierał przerzut oficerów wojskowych na Węgry. 23 marca 1943 został aresztowany przez Gestapo i pod zarzutem współudziału w przerzucie przez granicę. Był osadzony w Drohobyczu, następnie we Lwowie, gdzie z powodu niezgłoszenia stopnia oficerskiego został skazany przez niemiecki sąd specjalny na karę śmierci. Po kilku miesiącach spędzonych w więzieniu przy Łąckiego we Lwowie, w wyniku aktu łaski wydanej przez führera, kara została zamieniona na bezterminowe internowanie w obozie koncentracyjnym Lublin na Majdanku. Następnie Zygmunt Cšadek pracował tam w kotłowni. W lipcu 1944, wraz z nadejściem frontu wschodniego i oswobodzeniu obozu przez sowietów, odzyskał wolność.

### Służba w ludowym Wojsku Polskim w latach 1944–1945
W listopadzie 1944 zgłosił się do Naczelnego Dowódcy Wojska Polskiego i swego dowódcy z Legionów Polskich, Michała Roli-Żymierskiego, po czym uzyskał przydział służbowy na stanowisko komendanta Kursów Chorążych 3 Armii Wojska Polskiego. W marcu 1945 kierowane przez niego kursy zostały przekształcone w Oficerską Szkołę Piechoty Nr 3 w Tomaszowie Mazowieckim. 22 sierpnia 1945 został zastępcą dowódcy 1 Dywizji Piechoty im. Tadeusza Kościuszki. Wskutek ciężkiego inwalidztwa i pogarszającego się stanu zdrowia 2 grudnia 1945 przeszedł w stan spoczynku.

### Poza wojskiem
Mimo otrzymania renty wojskowej nie miał wystarczających środków do życia i utrzymania rodziny. Od 1948 pracował w Zarządzie Nieruchomościami Dzielnicowego Zarządu Budynków Mieszkalnych we Wrocławiu, od 1951 we Wrocławskim Przedsiębiorstwie Geologicznym jako kierownik Zakładu Robót Wiertniczych Kombinatu Geologicznego we Wrocławiu. W 1961 przeszedł na emeryturę.
Był żonaty z Marią, z domu Mossakowską (1899–1984), z którą miał syna Zbigniewa.
W miejscach swojej służby angażował się w życie społeczne. Był poważany, lubiany i popularny wśród żołnierzy, czego przejawem jest utwór muzyczny pt. „Pułkownik Cšadek”, który skomponował kapelmistrz Karol Rund.
Zmarł 1 sierpnia 1979. Został pochowany na Cmentarzu Grabiszyńskim we Wrocławiu 6 sierpnia 1979.

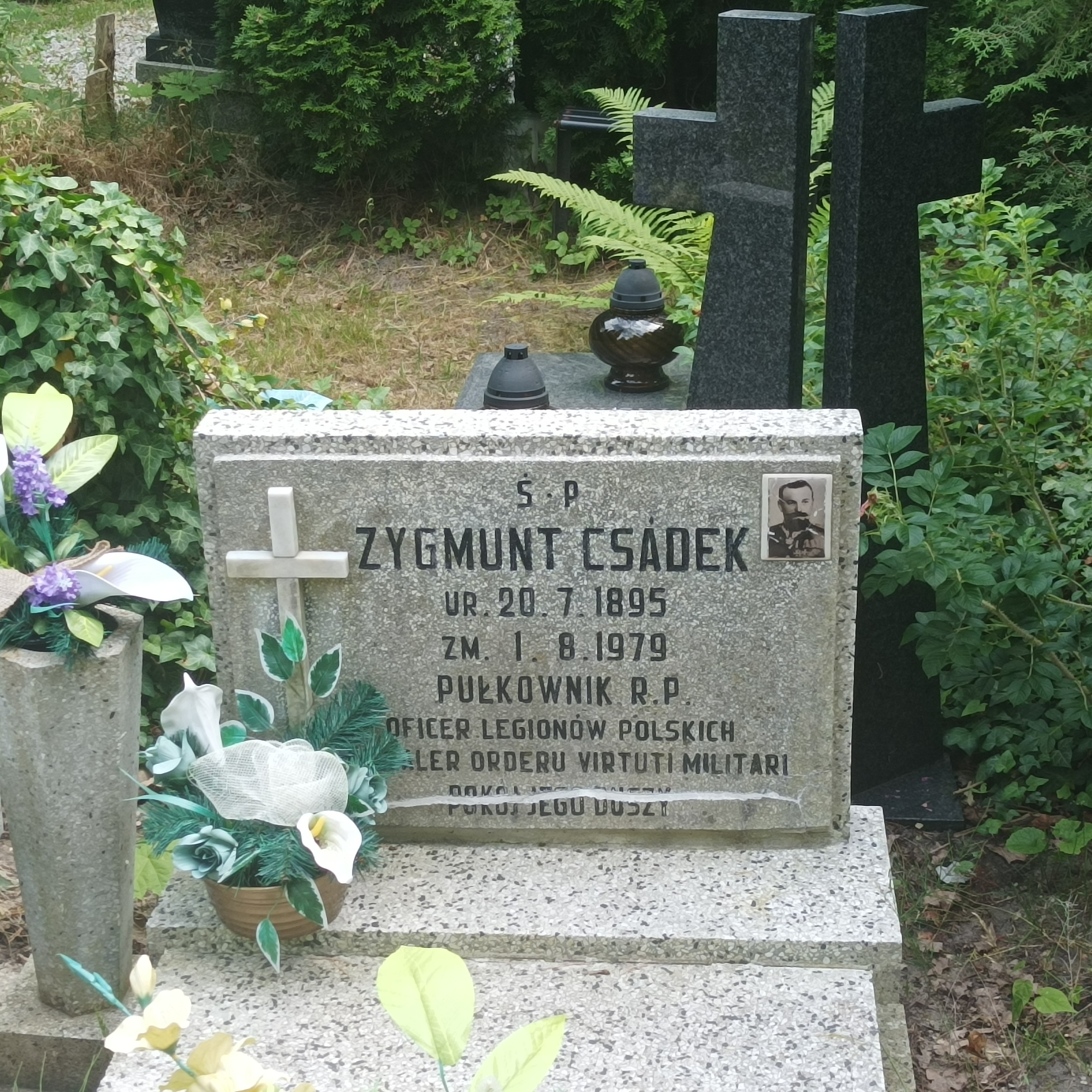
Grób płka Zygmunta Cšadka na Cmentarzu Grabiszyńskim

## Awanse
- plutonowy – 1914
- chorąży – 19 listopada 1914
- podporucznik – 15 grudnia 1915
- porucznik – 15 grudnia 1917
- kapitan – 1919
- major – 3 maja 1922 zweryfikowany ze starszeństwem z 1 czerwca 1919 i 286. lokatą w korpusie oficerów piechoty
- podpułkownik – 12 kwietnia 1927 ze starszeństwem z 1 stycznia 1927 i 15. lokatą w korpusie oficerów piechoty
- pułkownik – 21 grudnia 1932 ze starszeństwem z 1 stycznia 1933 i 11. lokatą w korpusie oficerów piechoty

## Ordery i odznaczenia
- Krzyż Srebrny Orderu Wojskowego Virtuti Militari nr 7345 – 17 maja 1922[40][41][42][43]
- Krzyż Niepodległości – 6 czerwca 1931 „za pracę w dziele odzyskania niepodległości[44]
- Krzyż Oficerski Orderu Odrodzenia Polski – 1938[45]
- Krzyż Kawalerski Orderu Odrodzenia Polski
- Krzyż Walecznych czterokrotnie[d] – po raz pierwszy w 1921[46]
- Złoty Krzyż Zasługi – 1928
- Medal Pamiątkowy za Wojnę 1918–1921
- Medal Dziesięciolecia Odzyskanej Niepodległości
- Srebrny Medal za Długoletnią Służbę
- Medal „Za udział w wojnie obronnej 1939” – pośmiertnie
- Medal Pamiątkowy Wielkiej Wojny
- Medal międzysojuszniczy „Médaille Interalliée”
- Krzyż Komandorski Orderu Korony (Belgia, 1934)[47]